# منطقه حمص
منطقه حمص (به عربی: منطقه مرکز حمص) یک تقسیمات کشوری سوریه در سوریه است که در حمص واقع شده‌است.

## خصوصیات
منطقه حمص ۷٬۷۵۸٫۹۲ کیلومترمربع مساحت و ۹۴۵٬۲۹۹ نفر جمعیت دارد.